# 东矶列岛
东矶列岛位于中國浙江省台州市东部近海海域，属临海市上盘镇。由东矶岛、雀儿岙岛、田岙岛、头门岛等57个大小岛屿组成。总面积18.3平方公里。距離臨海市區72.5公里。1954年－1955年時，該地國共軍之間曾發生戰事，為一江山戰役的一部分。